# 瓦尔皮索
瓦尔皮索（法語：Valpuiseaux，法語發音：[valpɥizo] ⓘ）是法国法兰西岛大区埃松省的一个市镇，属于埃唐普区。

## 地理
瓦尔皮索（48°23'38"N, 2°18'13"E）面积18.7 平方千米，位于法国法蘭西島大區埃松省，该省份为法国北部内陆省份，北起上塞纳省和马恩河谷省，西接厄尔-卢瓦省和伊夫林省，南至卢瓦雷省，东临塞纳-马恩省。
与瓦尔皮索接壤的市镇（或旧市镇、城区）包括：布维尔、埃松河畔库尔迪芒什、埃松河畔日龙维尔、迈斯、梅皮、皮斯莱勒马赖、埃松河畔韦尔。

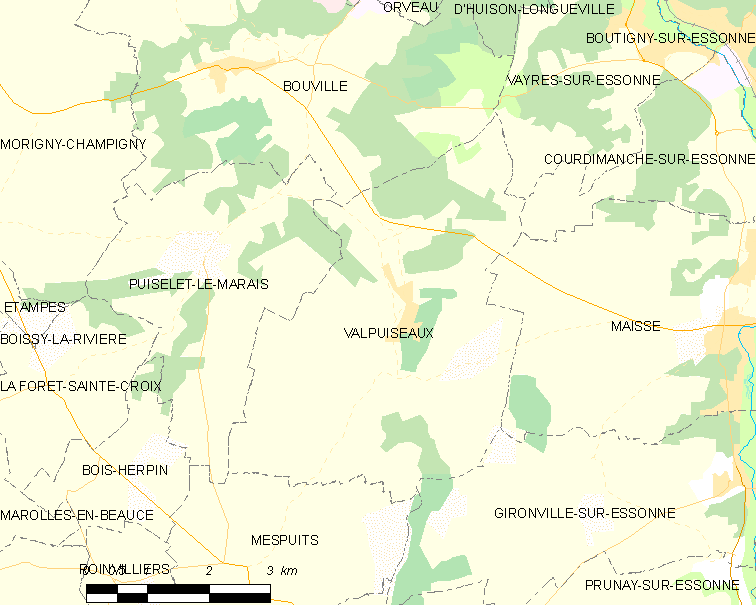
瓦尔皮索的OSM定位图

瓦尔皮索的时区为UTC+01:00、UTC+02:00（夏令时）。

## 行政
瓦尔皮索的邮政编码为91720，INSEE市镇编码为91629。

## 政治
瓦尔皮索所属的省级选区为埃唐普县。

## 人口

1962-2008年间瓦尔皮索人口变化图示

瓦尔皮索于2022年1月1日时的人口数量为621人。